# Meddle
Meddle es el sexto álbum de estudio de la banda de rock progresivo Pink Floyd, publicado por Harvest Records el 5 de noviembre de 1971. En su grabación estuvieron en varios estudios de grabación de la zona de Londres, incluyendo los Estudios Abbey Road. Sin material nuevo con el cual trabajar y sin tener una idea clara de la dirección que querían que tomase el álbum, la banda desarrolló una serie de novedosos experimentos que finalmente sirvieron de inspiración para la pista más conocida del álbum, «Echoes». Aunque muchos de los álbumes siguientes del grupo se centraban en una temática única con letras escritas mayoritariamente por Roger Waters, Meddle fue un esfuerzo grupal con contribuciones líricas de cada miembro.
Se grabó y produjo desde diciembre de 1970 a agosto de 1971 entre las obligaciones de las giras. Las reseñas de los críticos musicales fueron relativamente buenas para este trabajo. El disco fue un éxito comercial en el Reino Unido, sin embargo, en los EE. UU. la mediocre publicidad de su distribuidora estadounidense lo llevó a ser un fracaso de ventas en dicho país.

## Grabación
Al regresar de una serie de giras de apoyo de Atom Heart Mother por Estados Unidos y el Reino Unido, la banda comenzó a trabajar en material nuevo en los Abbey Road Studios a comienzos de 1971. Fue la primera vez que la banda trabajó en la composición en el estudio desde A Saucerful of Secrets de 1968, pero Abbey Road solo estaba en posesión de grabadoras de ocho pistas, cosa que Pink Floyd encontró insuficiente para satisfacer las demandas técnicas del proyecto. Transfirieron las mejores piezas, incluyendo la apertura de «Echoes» a cintas de 16 pistas en estudios más pequeños de Londres (a saber AIR y Morgan en West Hampstead) y retomaron el trabajo con la ventaja de tener a disposición un equipamiento de grabación más flexible. Las principales grabaciones de las sesiones de Abbey Road y AIR fueron hechas por los ingenieros John Leckie y Peter Bown, mientras que para los trabajos menores de los estudios Morgan en West Hampstead los encargados fueron Rob Black y Roger Quested.

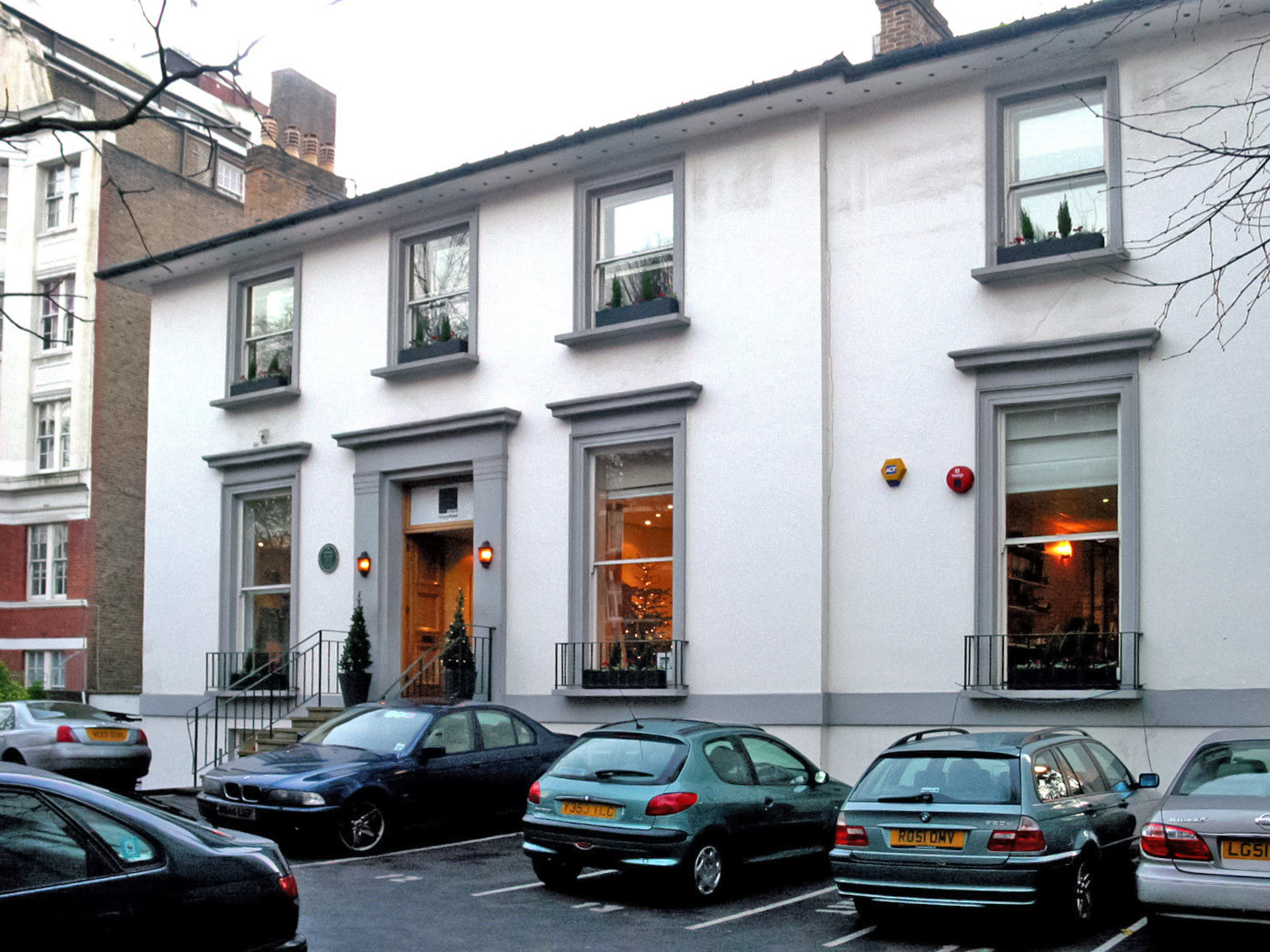
Abbey Road solo estaba en posesión de grabadoras de ocho pistas, por lo cual grabaron también en otros estudios de la zona de Londres.

Al no poseer un tema central para el proyecto, usaron varios experimentos en un intento divergente de estimular el proceso creativo. Uno de estos ejercicios trataba de que cada miembro trabajase en una pista distinta sin ninguna referencia de lo que hacían los demás. El tempo era totalmente aleatorio mientras la banda tocaba sobre una estructura de acordes programado, con ideas como «los primeros dos minutos románticos, los siguientes dos subimos el tempo». Se grabó y etiquetó todo, pero el proceso fue improductivo; después de varias semanas no se consiguió completar ninguna canción.
John Leckie había trabajado en álbumes como All Things Must Pass de George Harrison y Sentimental Journey de Ringo Starr, por lo que fue contratado como operador para Meddle, en parte también por su propensión a trabajar hasta altas horas de la madrugada. Las sesiones de Pink Floyd a menudo comenzaban por la tarde y acababan a primera hora de la mañana, «...durante las cuales no se terminaba nada. No había ningún contacto con la compañía discográfica, excepto cuando venía su mánager de vez en cuando con un par de botellas de vino y un par de porros». Al parecer el grupo se pasaba períodos largos trabajando con sonidos simples, o un riff en particular de guitarra. También pasaron varios días en los estudios Air, intentando crear música con una variedad de objetos caseros, proyecto que retomarían en el período entre sus dos siguientes discos, The Dark Side of the Moon y Wish You Were Here.
Después de estos primeros experimentos (ellos los llamaron «Nothings»), la banda creó «Son Of Nothings», seguido de «Return Of The Son Of Nothings» (originalmente el título del nuevo álbum). Una de estas primeras obras incluía el piano de Richard Wright. Wright alimentó un altavoz Leslie con una sola nota, produciendo así un sonido parecido al emitido por el sonar de un submarino, llamado «ping». Por más que la banda intentó recrear este sonido en el estudio no pudieron, por lo que usaron la demo original en lo que después se convertiría en «Echoes», mezclado casi de forma exclusiva en los estudios Air. Combinándolo con la guitarra de David Gilmour, pudieron desarrollar más la pista, experimentando con efectos de sonido accidentales (como el sonido que emite la guitarra en el momento de enchufarlo al pedal wah-wah, emitido del revés). Al contrario que ocurriera con Atom Heart Mother las nuevas posibilidades que daba el estudio en cuanto a multipistas les permitió crear la canción por etapas. Finalmente la pista de 23 minutos de duración ocuparía toda la cara B del álbum.
«One of These Days» se desarrolló en torno a una línea de bajo en ostinato creada por Roger Waters. Waters y David Gilmour ejecutaron la línea usando dos bajos eléctricos, uno de ellos con las cuerdas desgastadas. La línea abstrusa de Nick Mason «One of these days I'm going to cut you into little pieces» («Uno de estos días voy a cortaros en trocitos muy pequeños») se grabó al doble de velocidad usando la voz en falsete, para después reproducirlo a velocidad normal. Esta es la única primera voz de Mason en todo el cancionero de la banda.
Meddle se grabó a caballo entre las obligaciones de la banda, por lo cual la producción del mismo se alargó en el tiempo. Grabaron en la primera mitad de abril, aunque en la segunda parte del mes tocaron en Doncaster y Norwich para volver a final de mes y seguir grabando. En mayo dividieron su tiempo entre sesiones en Abbey Road y ensayos y conciertos en Londres, Lancaster, Stirling, Edimburgo, Glasgow y Nottingham. Pasaron la mayor parte de junio y julio tocando por Europa. Pasaron agosto en países del este y en Australia, septiembre en Europa, y octubre y noviembre en Estados Unidos. En el mismo período la banda editó Relics, un álbum recopilatorio de algunos de los trabajos de la primera época de Pink Floyd. Se preparó una mezcla cuadrafónica del álbum en los estudios Command entre el 21 y el 26 de septiembre, aunque nunca llegó a lanzarse al mercado.

## Composición

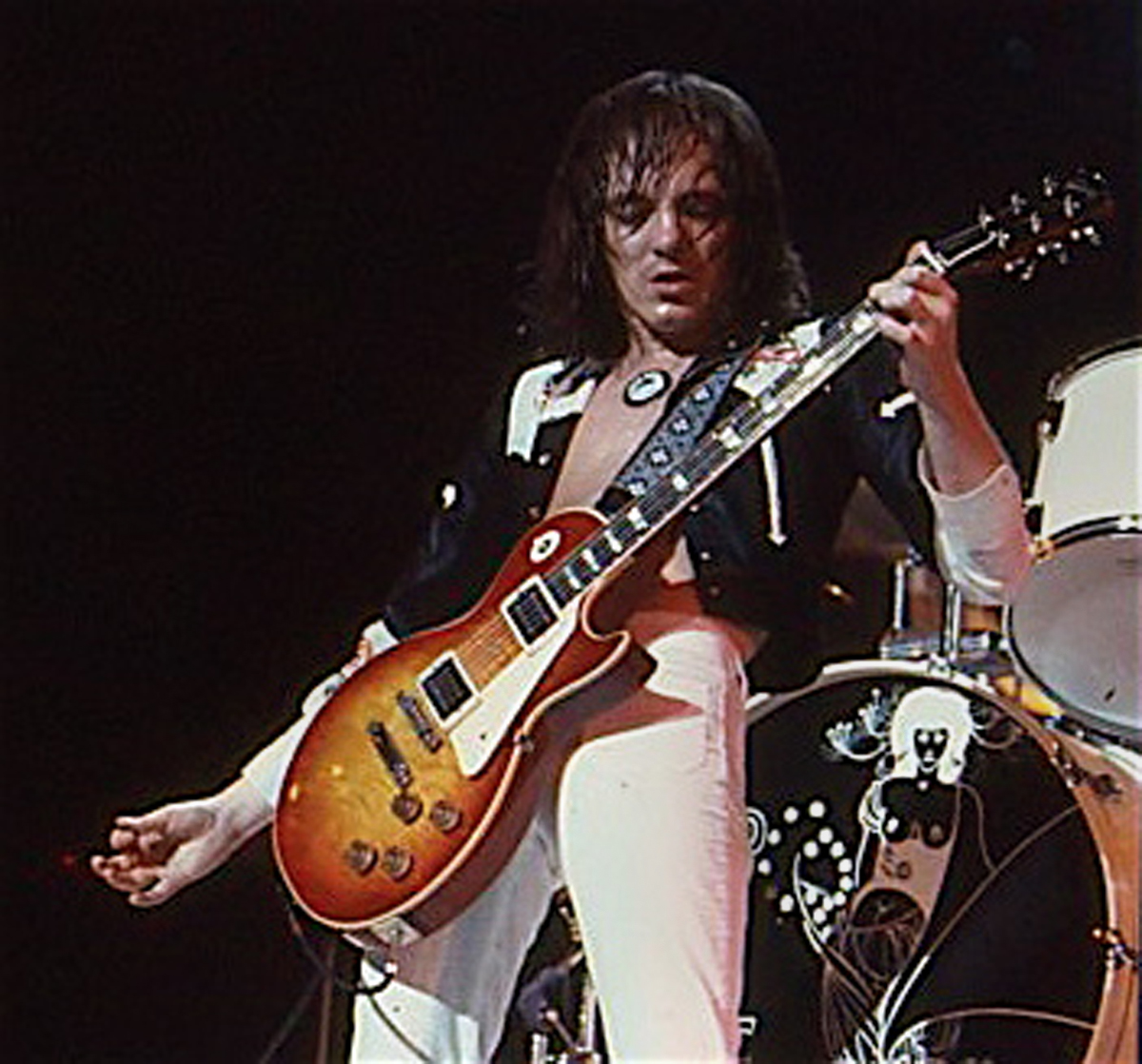
La pista «Seamus» incluye los aullidos del perro de Steve Marriott.

A pesar de que las pistas son distintas entre sí, Meddle es considerado generalmente como más cohesivo que su predecesor de 1970 Atom Heart Mother. «A Pillow of Winds» sigue al instrumental «One of These Days» y se distingue por ser de las pocas canciones de amor acústicas y tranquilas de todo el catálogo de Pink Floyd. Las dos canciones se fusionan entre sí con un efecto de sonido de viento, anticipándose a la técnica que después usarían en Wish You Were Here. El título de «A Pillow of Winds» se inspiró en los juegos de Mah-Jong a los que Waters y Mason, junto a sus respectivas esposas, jugaban durante unas vacaciones en el sur de Francia.
La canción «Fearless» (el término es el equivalente a «formidable» en el argot futbolístico) usa grabaciones a pie de campo de los seguidores del Liverpool F.C. cantando su himno «You'll Never Walk Alone», que ayuda a que la canción llegue a su término con una fuerte bajada de volumen con reverb. «San Tropez», que aparece a continuación, es un tema pop con toques de jazz compuesto por Waters con un tempo shuffle. La canción se inspiró en el viaje de la banda al sur de Francia en 1970. Pink Floyd hace un pequeño guiño a su sentido del humor con «Seamus», un novedoso tema de estilo pseudo blues con la participación del perro de Steve Marriott (que permanecía en aquel momento al cuidado de Gilmour) aullando. Aunque «Seamus» a menudo encabeza las encuestas de las peores canciones jamás creadas por Pink Floyd, la banda volvería a utilizar sonidos de animales en Animals —aunque como parte del concepto del álbum—.
La última canción del disco es la pista de 23 minutos de duración titulada «Echoes». La primera vez que se interpretó fue en Norwich el 22 de abril de 1971 bajo el título «Return of the Son of Nothing»; le dedicaron aproximadamente seis meses en tres estudios distintos (Morgan, Air y Abbey Road). La pista da comienzo con el «ping» de Richard Wright. «Echoes» se grabó casi por completo en los estudios Air y se completó en julio de 1971. También sirvió para darle nombre al álbum recopilatorio Echoes: The Best of Pink Floyd, en el cual se incluyó una edición muy retocada de la pista. En dicha versión, la canción sufre muchas ediciones hasta rebajar el tiempo de duración en unos siete minutos. Parte del material compuesto durante la preparación de Meddle nunca llegó a utilizarse, aunque una de estas canciones sí llegó a ver la luz convertida en «Brain Damage», del álbum The Dark Side of the Moon.

## Presentación

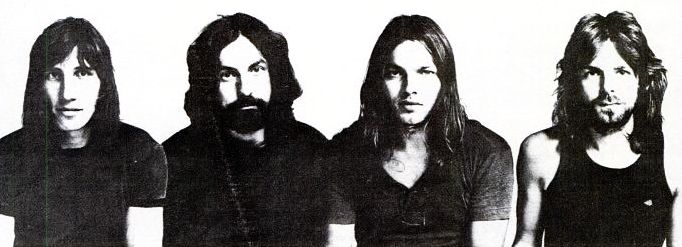
Pink Floyd en 1971, extraído de una publicidad de Billboard, también se utiliza para la portada del álbum. Desde la izquierda: Roger Waters, Nick Mason, David Gilmour, Richard Wright

El título del disco Meddle es un juego de palabras entre medal («medalla») y meddle («interferir»), ya que ambas se pronuncian de forma idéntica. Al principio, Storm Thorgerson sugirió un primer plano del ano de un babuino para la fotografía de la portada. Fue desautorizado por la banda, que le informó a través de una llamada internacional, mientras estaban de gira por Japón, que preferían una «oreja bajo el agua». La fotografía la realizó Bob Dowling. La imagen representa una oreja, bajo el agua, recogiendo ondas de sonido (representadas como rizos en el agua). Thorgerson ha mostrado estar poco satisfecho con la portada, y ha dicho que es la que menos le gusta de los álbumes de Pink Floyd: «Creo que Meddle es mucho mejor disco que su portada».
Aubrey Powell, colega de Thorgerson, comparte esa idea: Meddle es un desastre. Odio esa portada. Creo que no les hicimos justicia con eso en absoluto; se nota desganado. La carpeta interior desplegable contiene una fotografía grupal de la banda (la última de Pink Floyd hasta A Momentary Lapse of Reason, de 1987).

## Lanzamiento y crítica
Meddle se lanzó el 30 de octubre de 1971 en Estados Unidos y el 11 de noviembre en el Reino Unido. Las reseñas sobre el disco fueron mezcladas. Jean-Charles Costa de la revista Rolling Stone escribió «Meddle no sólo confirma al guitarrista líder David Gilmour como un baluarte dentro del grupo, sino que también afirma de forma enérgica y precisa que la banda vuelve al camino del crecimiento», y NME lo llamó «un álbum excepcionalmente bueno». La crítica de Melody Maker fue más reservada, diciendo que el álbum era «... una banda sonora de una película inexistente». «One of These Days» y «Echoes» se tocaron en los conciertos de Live At Pompeii, en dos partes, y también en el concierto de la BBC de 1971 In Concert. A pesar de que en el Reino Unido llegó a alcanzar el puesto número tres de la lista de álbumes más vendidos, la mediocre publicidad por parte de Capitol Records hizo que el álbum vendiese mal en Estados Unidos, sólo llegando al puesto número 70 en las listas. El 29 de noviembre de 1971, «One of These Days» se lanzó como sencillo de 7 pulgadas en Estados Unidos con «Fearless» como Cara B. Meddle fue certificado oro por la RIAA el 29 de octubre de 1973 y doble platino el 11 de marzo de 1994, gracias a la atención que cosecharon con el posterior éxito de la banda en Estados Unidos. Mobile Fidelity Sound Lab, después lanzó Meddle en formato LP remasterizado y en abril de 1989 en un formato CD «Ultradisc» de oro. Además, el álbum se incluyó en la caja recopilatoria Shine On el 2 de noviembre de 1992.

## Lista de canciones
| Cara A |                                                |                                                   |               |          |  |
| N.º    | Título                                         | Música                                            | Voz principal | Duración |  |
| 1.     | «One of These Days»                            | Waters, Wright, Mason, Gilmour                    | Instrumental  | 5:57     |  |
| 2.     | «A Pillow of Winds»                            | Waters, Gilmour                                   | Gilmour       | 5:10     |  |
| 3.     | «Fearless» (incluye «You'll Never Walk Alone») | Waters, Gilmour (incluye Rodgers, Hammerstein II) | Gilmour       | 6:08     |  |
| 4.     | «San Tropez»                                   | Waters                                            | Waters        | 3:43     |  |
| 5.     | «Seamus»                                       | Waters, Wright, Mason, Gilmour                    | Gilmour       | 2:16     |  |

| Cara B |          |                                |                  |          |  |
| N.º    | Título   | Música                         | Voz principal    | Duración |  |
| 1.     | «Echoes» | Waters, Wright, Mason, Gilmour | Gilmour y Wright | 23:32    |  |

## Posición en listas
| Año  | Lista                           | Posición más alta |
| ---- | ------------------------------- | ----------------- |
| 1971 | Lista británica de álbumes      | 3                 |
| 1971 | Lista estadounidense de álbumes | 70                |

## Personal
Pink Floyd
- David Gilmour – guitarra, bajo en «One of These Days», voz, armónica en «Seamus»
- Roger Waters – bajo, voz principal y guitarra en «San Tropez»
- Richard Wright – hammond, órganos, piano, voz en «Echoes»
- Nick Mason – batería, percusión, frase hablada en «One of These Days»

Personal adicional
- Rob Black – ingeniero de sonido (Estudios Air y EMI)
- Peter Bown – ingeniero (Estudios Air y EMI)
- Peter Curzon – diseño de la versión remasterizada del álbum
- Bob Dowling – fotografías portada y contraportada
- James Guthrie – remasterización
- Hipgnosis – fotografía grupal
- John Leckie – ingeniero (Estudios Air y EMI)
- Tony May – fotografías interiores
- Pink Floyd – diseño de portada
- Roger Quested – ingeniero (Estudios Air y EMI)
- Doug Sax – remasterización
- Seamus the Dog – «voz» en «Seamus»
- Storm Thorgerson – diseño de la versión remasterizada del álbum